# (19598) Luttrell
(19598) Luttrell (1999 NL39) – planetoida z pasa głównego asteroid okrążająca Słońce w ciągu 3,52 lat w średniej odległości 2,31 j.a. Odkryta 14 lipca 1999 roku.